# 北海道道1139号栗沢工業団地大和線

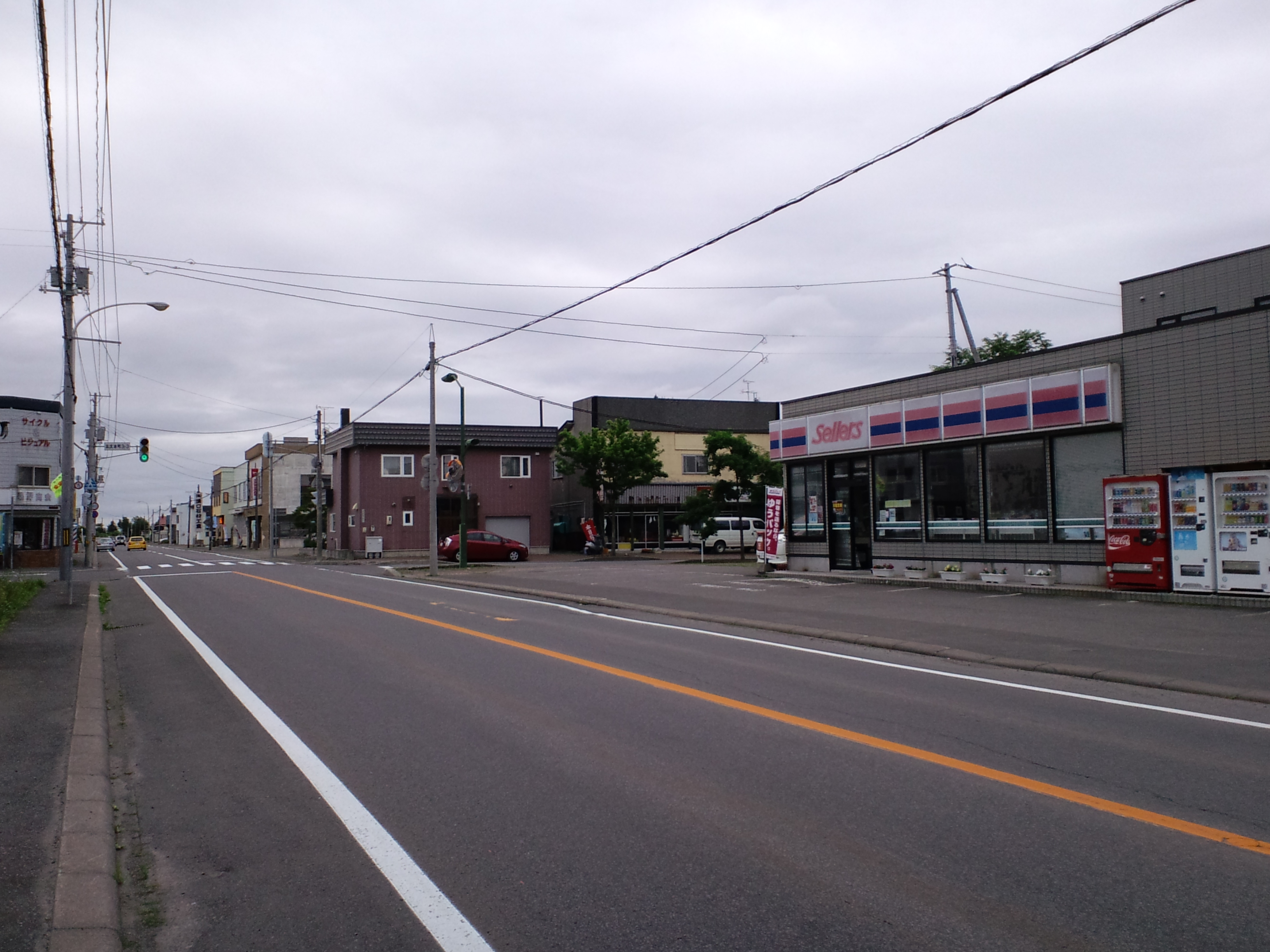
志文駅付近

北海道道1139号栗沢工業団地大和線（ほっかいどうどう1139ごう くりさわこうぎょうだんちやまとせん）は、北海道岩見沢市内を結ぶ一般道道（北海道道）である。

## 概要
- 岩見沢市街の外れを南北に貫く道路である。
- 起点～志文町の区間は、国道の旧道であった。
- 起点近くの「耕成跨線橋」はかつて旧国鉄万字線を跨いでいた。

### 路線データ
- 起点：北海道岩見沢市栗沢町由良（国道234号交点）
- 終点：北海道岩見沢市大和4条8丁目（国道12号交点）
- 路線延長：5.6 km（総延長、内、重複区間0.2 km）

## 歴史
- 1996年（平成8年）2月29日 路線認定[1]。

## 路線状況

### 重複区間
- 岩見沢市志文町（国道234号）

### 通過する自治体
- 空知総合振興局
  - 岩見沢市

### 交差する道路
岩見沢市
- 国道234号 - 栗沢町由良（起点）
- 国道234号 - 志文町（重複）
- 国道12号 - 大和4条8丁目（終点）

### 沿線にある施設など
岩見沢市
- JR北海道 室蘭本線 志文駅 - 志文本町1条4丁目
- 岩見沢志文郵便局 - 志文本町4条4丁目1-27
- 岩見沢市立志文小学校 - 志文町158-2
- 岩見沢警察署志文駐在所 - 志文町324-2
- 岩見沢明日佳病院 - 志文町297-13
- 岩見沢くぴど簡易郵便局 - 志文町301
- イオン岩見沢店 - 大和4条8丁目1
- ケーズデンキ岩見沢店 - 大和4条7丁目17